# Parides photinus
Parides photinus là một loài bướm thuộc họ Papilionidae. Chúng thường được gọi là Pink-spotted Cattleheart. Nó được tìm thấy từ México đến Costa Rica, nơi chúng sinh sống đông đúc trong rừng. Con trưởng thành có màu đen với cánh sau có màu xanh lá cây-xanh da trời. Có hai hàng chấm đỏ dọc viền cánh sau. Ấu trùng ăn Aristolochia grandiflora và A. asclepiadifolia.

## Hình ảnh

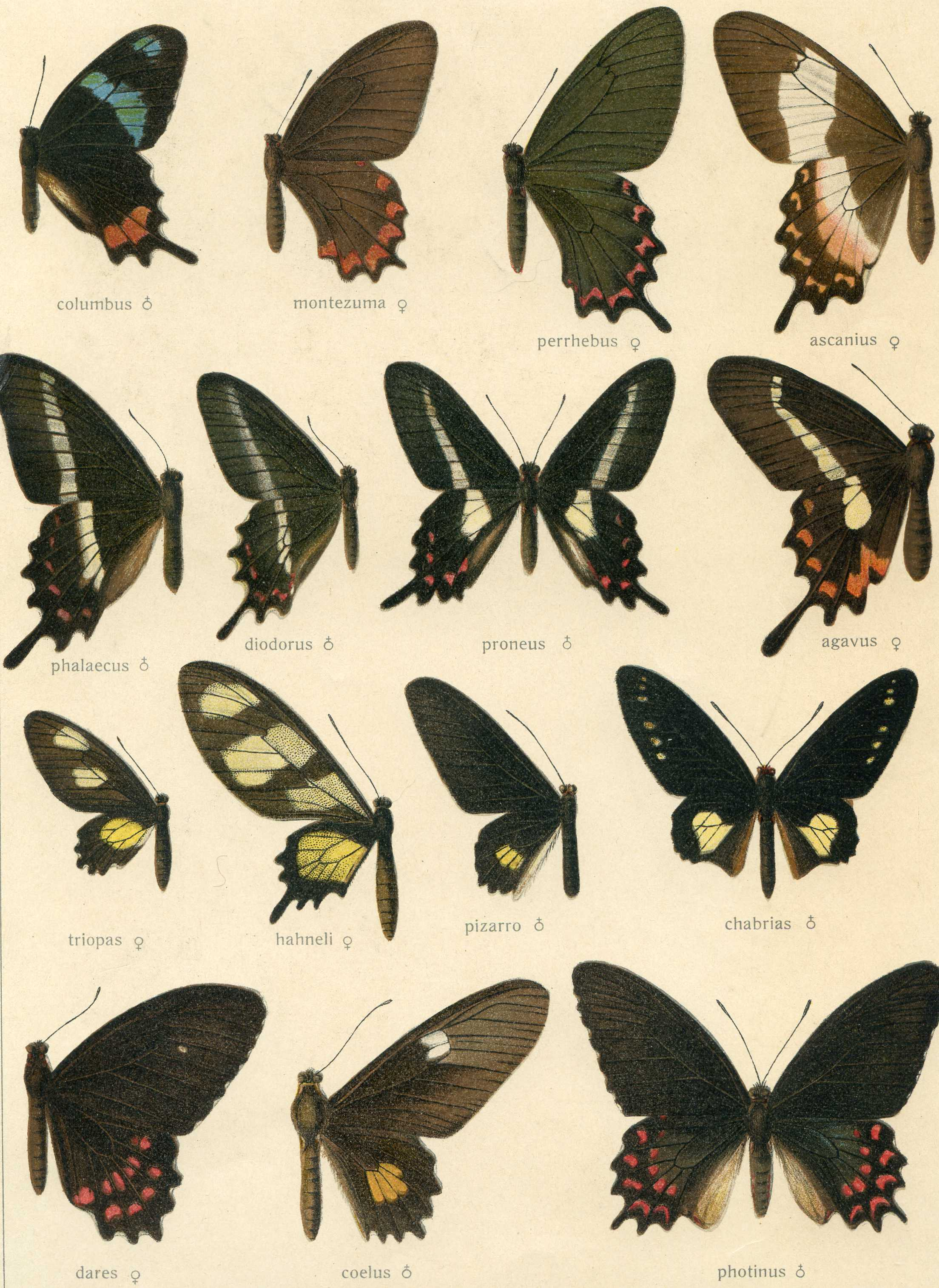
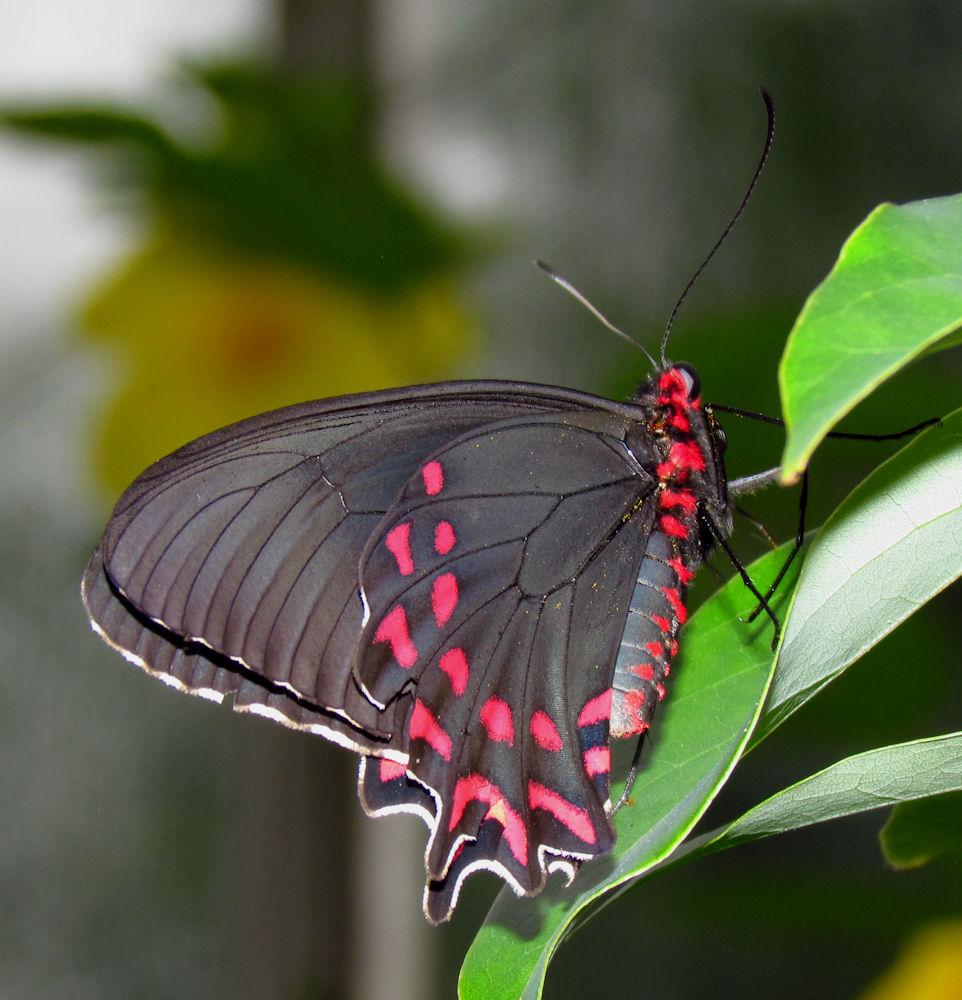